# Мандрилы
Мандри́лы, или мандриллы (лат. Mandrillus), — род приматов из семейства мартышковых (Cercopithecidae), в который входят два вида: мандрил (M. sphinx) и дрил (M. leucophaeus). Род является очень близким роду павианов и рассматривался ранее даже как подрод павианов, но в итоге всё-таки выделили в отдельный род..

## Внешний вид
Отличительным признаком мандрилов является костные борозды, тянущиеся вдоль носа. У вида мандрилов имеется шесть окрашенных в голубой цвет борозд, обрамляющих красный нос. У дрилов их две, а лицо окрашено в чёрный цвет. На груди — жёлтые волосы, на брюхе — белые, на боках — бурые, борода ярко-лимонная. Руки и уши чёрные. Зад ярко-красный, а седалищные мозоли красные и голубые.
Длина тела — до 1 м, хвост всего 3 см.
Мандрилы являются крупными живущими на деревьях приматами, встречающимися в тропических лесах Центральной Африки. Мясо употребляется в пищу.

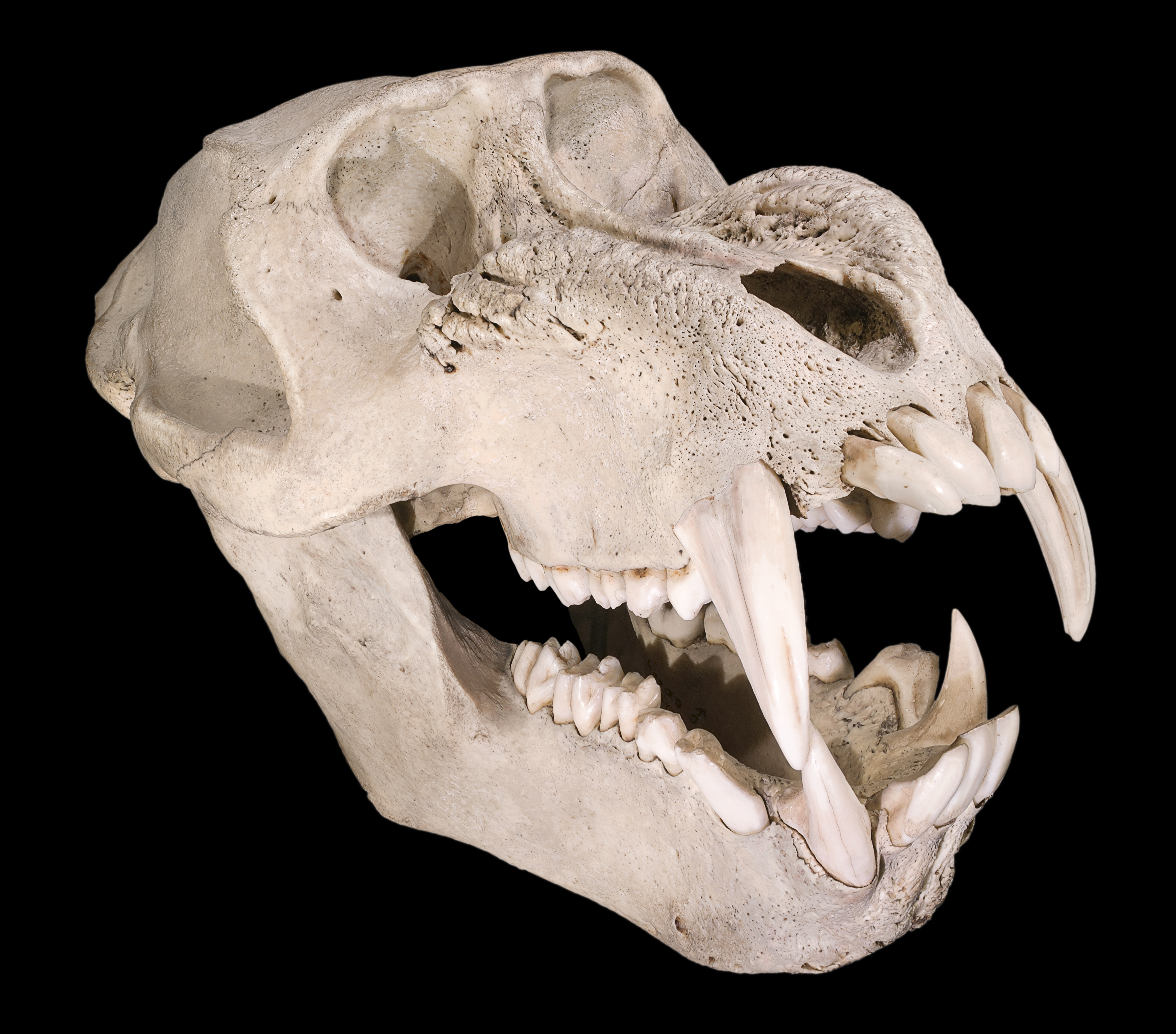
Череп мандрила (самец).